# L'Herand
L'Herand o Colònia l'Herand és una antiga colònia tèxtil del municipi de Campdevànol (Ripollès), inclosa en l'Inventari del Patrimoni Arquitectònic de Catalunya, situada a l'esquerra del Freser, aigua amunt de Sant Martí d'Armàncies, posteriorment reconvertida en indústria paperera.

## Descripció
Colònia d'origen tèxtil alineada al llarg de la carretera de Ripoll a Ribes de Freser. Existeix una part de la colònia, més antiga, situada a l'altre cantó de la carretera. Hi ha quatre tipologies diferents d'habitatge, la més freqüent és la de planta baixa i pis, al qual s'hi accedeix per una galeria correguda. Actualment la fàbrica tèxtil s'ha reconvertit en fàbrica de paper. La xemeneia de l'antiga central de vapor, de construcció robusta, destaca entre les construccions que es mantenen, i també el pont sobre el riu Freser que servia per portar el material d'aquesta i d'una fàbrica de ciment immediata (en ruïna) fins al carregador de ferrocarril d'Illa. La colònia és propietat de la companyia ESDEPA.
La colònia resta deshabitada i sense activitat industrial, llevat de l'aprofitament hidràulic per produir electricitat. Com a edifici industrial, en queda una nau buida, rectangular, de planta baixa i pis, paral·lela a la carretera. Tocant a la fàbrica i amb façana a la carretera, hi ha un habitatge principal de tres plantes i una filera de deu habitatges més, adossats, de planta baixa i pis, actualment buits.

## Història
Eugeni Herand, veí de Ripoll, va demanar, l'any 1891, poder aprofitar 2.000 l/s per crear força per a una fàbrica de ciment. La resclosa, que faria 3,60 m d'amplada a la base, 1,50 m a la part superior i 3,75 m d'altura, estaria feta de pilotes y mampostería hidráulica. El Govern Civil va autoritzar l'aprofitament el juny del 1892. No obstant això, el 1896 va demanar dividir el salt en dos, cosa que se li va concedir el 1897. Anteriorment, el 1885, havia creat una fàbrica de teixits.
Ben aviat, el 1896, la fàbrica i els habitatges foren traspassats a la raó social Trias, Barrera i Vila, que es va mantenir activa fins al 1925. Posteriorment, la indústria paperera ha substituït la indústria tèxtil. El conjunt de la colònia no es conserva gaire bé, sobretot els habitatges que tenen les característiques escales d'accés exterior formant una galeria. La fàbrica conserva una interessant xemeneia de totxo.